# Mats Theselius

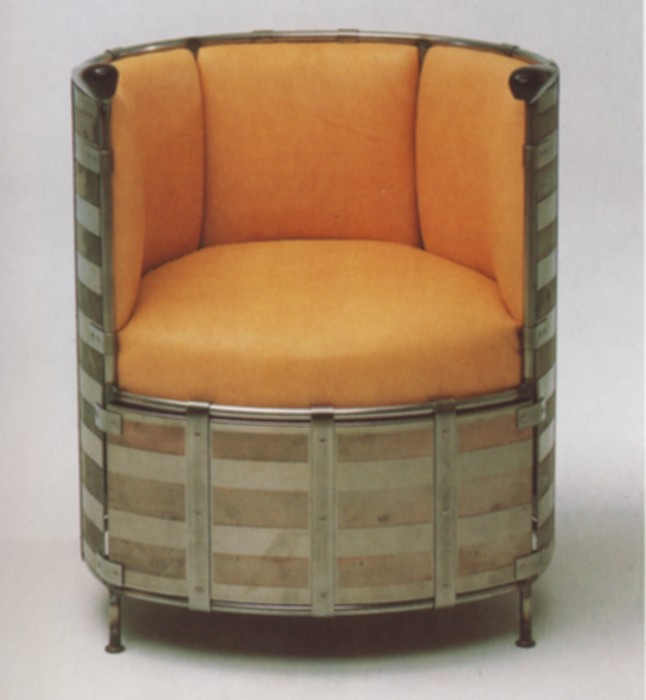
Älgskinnsfåtöljen

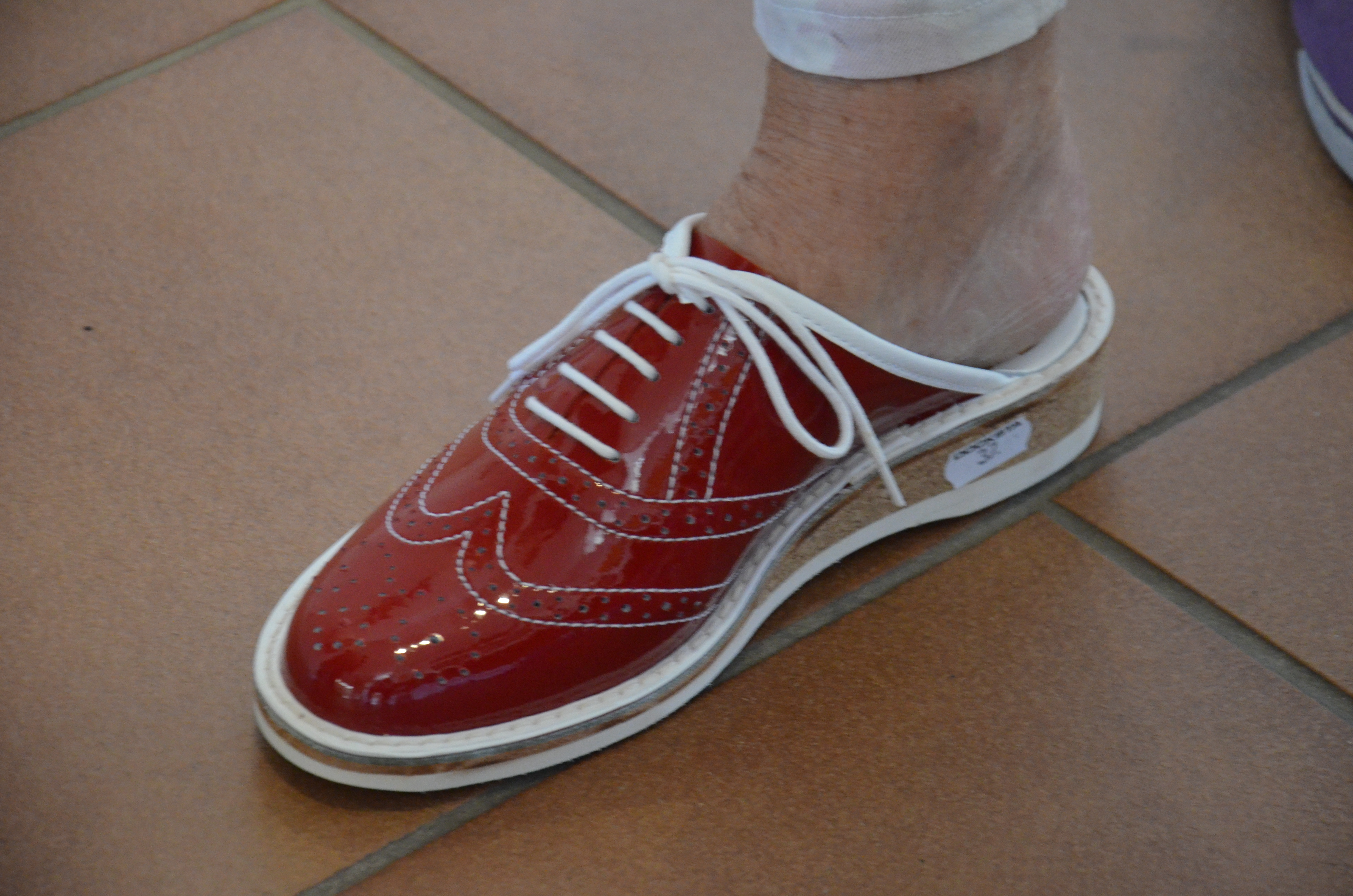
Slippers modell "Brogues" för Docksta Sko

Mats Anders Birger Theselius, ursprungligen Andersson, född 5 januari 1956 i Stockholm, är en svensk möbeldesigner. Han är son till konstnären Pär Andersson och Astrid Theselius Andersson.
Mats Theselius utbildade sig i inredningsarkitektur vid Konstfack i Stockholm 1979–84. Åren 1995–96 var han professor på  Högskolan för design och konsthantverk vid Göteborgs universitet. Han debuterade 1985 med Älgskinnsfåtöljen, en cylinderformad fåtölj i järnplåt och älgskinn. Andra produkter är det glasade bokskåpet från 1988/90 som rymmer 25 årgångar av tidskriften National Geographic lackerat i tidskriftens gula omslagsfärg, fåtöljen Rex 1994,  El Rey 1999 och Ambassad 1999 för Sveriges ambassad i Berlin.
Mats Theselius fick Bruno Mathssonpriset 1997. Han invaldes i Konstakademien 2011. År 2018 mottog han Prins Eugen-medaljen för framstående konstnärlig gärning.